# 谢赫布尔 (旁遮普邦)
谢赫布尔（Shekhpura）是印度旁遮普邦伯蒂亚拉县的一个城镇。总人口1932（2001年）。

## 人口
该地2001年总人口1932人，其中男性1019人，女性913人；0—6岁人口232人，其中男122人，女110人；识字率68.12%，其中男性为74.58%，女性为60.90%。